# Delfina
A Delfina görög eredetű női név a delphine szóból, jelentése delphoi nő.

## Gyakorisága
Az 1990-es években nem volt anyakönyvezhető, a 2000-es években nem szerepel a 100 leggyakoribb női név között.

## Névnapok
- december 24.